# Seán Moylan
Seán Moylan (19 novembre 1889-16 novembre 1957) est un officier supérieur de l'armée républicaine irlandaise et plus tard un homme politique du Fianna Fáil. Il est ministre de l'Agriculture de mai 1957 à novembre 1957, ministre de l'Éducation de 1951 à 1954, ministre des Terres de 1943 à 1948, secrétaire parlementaire du ministre des Finances de février 1943 à juin 1943 et secrétaire parlementaire du ministre de l'Industrie. et Commerce de 1937 à 1943. Il devient sénateur de mai 1957 à novembre 1957, après avoir été nommé par le Taoiseach. Il est également élu Teachta Dála (TD) de 1921 à 1923 et de 1932 à 1957.

## Biographie
Moylan est né à Kilmallock, dans le comté de Limerick, en 1889. Il fait ses études localement et est issu d'un solide milieu républicain. Il rejoint la Ligue gaélique et la Gaelic Athletic Association (GAA). Il suit une formation d'apprenti menuisier et travaille à Dublin. En 1914, Moylan rejoint la division Kilmallock des Volontaires irlandais mais la quitte en 1914, une fois son apprentissage terminé et il déménage pour créer une entreprise à Newmarket, dans le comté de Cork. Là, il rejoint à nouveau la division locale des Volontaires.
À la suite de la réorganisation après l'Insurrection de Pâques de 1916, Moylan est nommé capitaine de la division Newmarket. Pendant la Guerre d'indépendance irlandaise; il commande le bataillon n°2 de Cork de l'armée républicaine irlandaise et dirige l'unité de service actif dans le nord du comté de Cork en 1920. Il est officier commandant la brigade n°2 de Cork lorsqu'il est capturé et interné à Spike Island en mai 1921. Moylan est élu au Dáil Éireann, alors qu'il est en prison, en tant que député Sinn Féin au Deuxième Dáil. Il est libéré en août 1921 pour fréquenter le Dáil. Moylan s'oppose au traité anglo-irlandais et quitte le Dáil avec les autres députés anti-traité après sa ratification.
Moylan combat du côté républicain pendant la guerre civile irlandaise. La région nord et ouest de Cork s'avère être l'une des dernières zones à tomber aux mains des forces pro-Traité. Il est directeur des opérations des forces anti-traités et membre de l'exécutif de l'IRA, avec rang de commandant général. En 1926, Moylan s'oppose initialement à la création du Fianna Fáil, mais rejoint le nouveau parti plus tard cette année-là. Il est élu député Fianna Fáil pour Cork Nord aux élections générales de 1932. Il est nommé secrétaire parlementaire en 1937. Il est nommé au Cabinet en 1943 en tant que ministre des Terres. Moylan reste à ce poste jusqu'en 1948, date à laquelle le parti passe dans l'opposition. Il est ministre de l'Éducation de 1951 à 1954, date à laquelle le Fianna Fáil perd de nouveau le pouvoir. Moylan perd son siège au Dáil aux élections générales de 1957, mais est nommé par le Taoiseach au Seanad Éireann comme sénateur plus tard cette année-là. Il est ensuite nommé au cabinet en tant que ministre de l'Agriculture, faisant de lui le premier sénateur à être nommé ministre du gouvernement.
Seán Moylan est décédé subitement le 16 novembre 1957. Il est enterré à Kiskeam, dans le comté de Cork. S'exprimant lors d'un événement commémorant le 50e anniversaire de sa mort, Brian Lenihan, Jnr estime que Moylan était « l'un des chefs militaires les plus remarquables de la guerre d'indépendance ».